# Miniature Air Launched Decoy

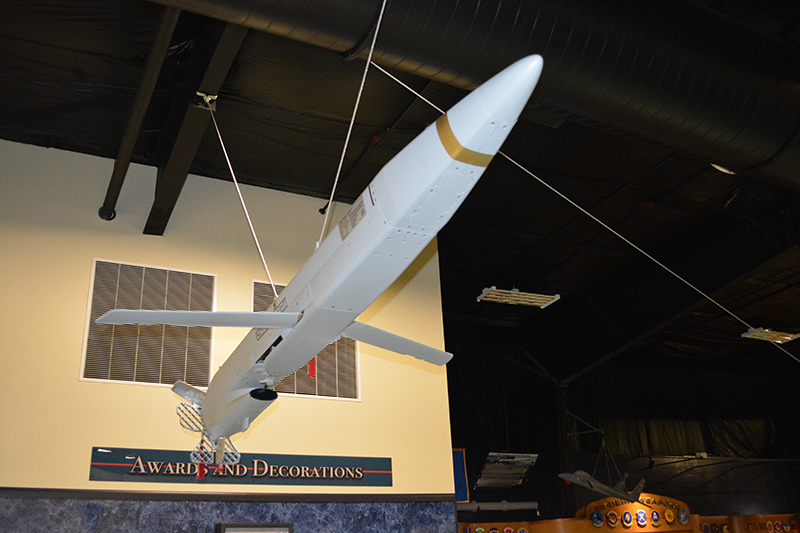
ADM-160B, Air Force Armament Museum.

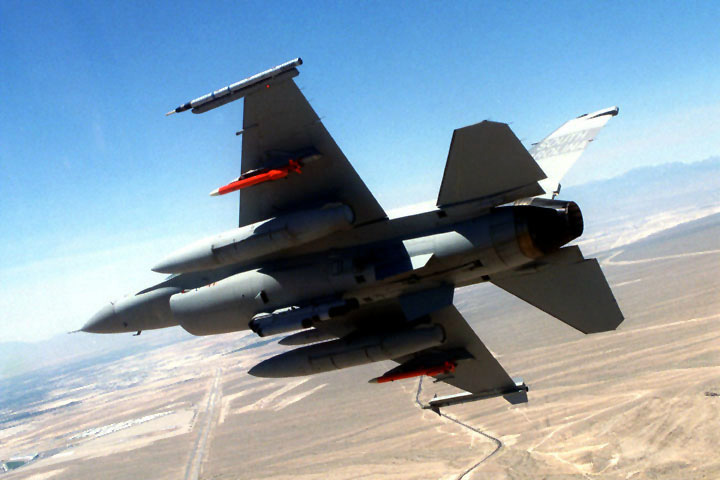
Eine F-16 trägt 2 MALD (Rot) während eines Tests.

Das ADM-160 Miniature Air Launched Decoy (MALD) ist eine Radarköderdrohne des US-Konzerns Raytheon.

## Funktionsweise
Radarköderdrohnen werden eingesetzt, um die Effizienz der feindlichen Luftabwehr zu verringern. Zu diesem Zweck besitzt eine solche Drohne ein sogenanntes Signature Augmentation System (SAS), welches in der Lage ist, den Radarquerschnitt der Drohne um ein Vielfaches zu steigern. Des Weiteren soll MALD in der Lage sein, das genaue Radarprofil eines Kampfflugzeuges oder Bombers zu simulieren. Folglich sieht eine MALD-Drohne auf dem Radar wie ein normales Kampfflugzeug aus (z. B. F-16 oder F-15).
Diese Eigenschaft eröffnet vielfältige Möglichkeiten, um die feindliche Luftabwehr zu schwächen und zu täuschen. So kann man mit MALD-Drohnen feindliche Jäger von den eigenen Flugzeugen weglocken, wodurch diese ungehindert ihre Ziele erreichen können. Auch lässt sich die feindliche Luftabwehr mit MALD-Drohnen „sättigen“, d. h. man bietet dieser mehr Ziele an, als sie bekämpfen kann. Diese Sättigung kommt den eigenen Flugzeugen zugute, da diese nun gar nicht oder nur eingeschränkt bekämpft werden können.

## Entwicklung
Der Vorgänger der MALD-Drohne ist die ADM-20 Quail-Drohne, welche 1978 außer Dienst gestellt wurde. Die Entwicklung von MALD begann Mitte der 1990er-Jahre, als Teledyne Ryan und andere Unternehmen um Vorschläge für einen kleinen, luftgestarteten Täuschkörper gebeten wurden. Im Mai 2003 wurde der Konzern Raytheon von der US Air Force als Produzent ausgewählt, die Leitung des Projekts obliegt der DARPA. Bis Februar 2008 waren 33 von 35 Flugtests erfolgreich, welche seit Juni 2007 durchgeführt wurden. Des Weiteren wurde Raytheon im April 2008 beauftragt, die Entwicklung der MALD-J Variante zur aktiven Radarstörung bis 2011 abzuschließen. Das Programm wurde vom US-Verteidigungsministerium verifiziert, sodass die Vorserienproduktion 2008 beginnen konnte. Im Januar 2009 bekam Raytheon 12 Mio. US$ zur Verfügung gestellt, um Studien zu einer verbesserten „Block II“-Variante durchzuführen, welche über einen neuen Datenlink und erhöhte Abstrahlleistung verfügen soll. Der erste Flugtest fand am 13. Januar 2010 statt.
Zwischenzeitlich lag eine Bestellung über 1.500 MALDs zu einem angepeilten Stückpreis von ca. 30.000 US$ vor. Am 17. März 2009 akzeptierte die US Air Force die ersten Kleinserienmodelle. Bis zum Mai 2010 lieferte Raytheon über 100 Flugkörper aus, am 13. Mai 2014 wurde die Auslieferung des eintausendsten MALD-J Flugkörpers verkündet.

## Technik
Die Drohne wird von einem sehr kleinen TJ-50 Turbojet mit 0,22 kN Schub angetrieben, welches ein Produkt des DARPA Small Engine Advanced Program ist und von Hamilton Sundstrand geliefert wird. Kern der Drohne ist das SAS (Signature Augmentation System), welches für das Radar beinahe jedes beliebige Flugzeug simulieren kann. Aufgrund der modularen Elektronik ist es auch möglich, andere Nutzlasten wie z. B. aktive Radarstörer einzubauen. Zur Navigation verwendet MALD ein gekoppeltes GPS/INS-System. Es lassen sich des Weiteren bis zu 256 Wegpunkte vor dem Start festlegen. MALD kann aufgrund seiner Schwenkflügel von beinahe jedem US-Flugzeug eingesetzt werden, sogar von der F-22 (intern).

## Technische Daten
| Kenngröße           | Daten                                       |
| ------------------- | ------------------------------------------- |
| Länge               | 2,85 m                                      |
| Breite              | 0,50 m                                      |
| Höhe                | 0,39 m                                      |
| Spannweite          | 0,0 – 1,71 m (Schwenkflügel)                |
| Startgewicht        | ca. 115 kg                                  |
| Geschwindigkeit     | bis Mach 0,9                                |
| Dienstgipfelhöhe    | > 10.670 m                                  |
| Lenkung             | GPS, INS                                    |
| Reichweite          | ca. 900 km                                  |
| Belastbarkeit       | > 2 g                                       |
| Antrieb             | Hamilton Sundstrand TJ-50 mit 0,22 kN Schub |
| SAS-Frequenzbereich | ca. 0,03 – 30 GHz                           |